# Strašín (Říčany)
Strašín (německy Straschin) je dnes jednou ze součástí města Říčan, od jehož jádra je oddělen údolím Rokytky. Dříve se jmenoval Strážín, později se jméno změnilo na Strašín. Jednu dobu byl osadou patřící k severněji ležícímu Březí, poté byl nějaký čas samostatnou obcí, nyní patří pod město Říčany.
Strašínem prochází červená turistická značka z Mukařova, která přichází přes Janovický les nazvaný podle vesnice zničené za třicetileté války a pokračuje přes údolí Rokytky do Říčan. Od Babic vede přes Strašín do údolí Rokytky cyklotrasa 0031. Zhruba dva kilometry jižně od Strašína vede silnice I/2. V osadě jsou dvě zastávky pražské integrované dopravy, Říčany, Strašín ležící na severním okraji a Říčany, Strašín, rest. nacházející se uprostřed zástavby. Nejbližší železniční zastávka je v několik kilometrů vzdáleném centru Říčan na trati Praha — Benešov u Prahy (221).
Ke Strašínu patří kromě vlastního urbanistického celku Strašín též Strašínský les a vilová čtvrť Nový Strašín, které leží na opačné straně tohoto lesa, na severní straně Černokostelecké ulice, v okolí autobusové zastávky „Říčany, Rychta“, kde tvoří jeden celek s vlastními Říčany. Na východ od vlastního Strašína přerůstá na strašínské území několika ulicemi zástavba z Radošovic a Pacova.
Je zde cvičiště kynologické organizace ZKO 32 Říčany/Strašín.